# Résident supérieur
Résident supérieur (auf Deutsch etwa Senior-Resident oder Oberresident) war die Amtsbezeichnung des jeweils obersten französischen Kolonialbeamten in den Protektoraten Kambodscha, Annam, Tonkin und Laos innerhalb Französisch-Indochinas.

Administrative Gliederung von Französisch-Indochina

Die Kolonialverwalter in diesen Gebieten wurden in den 1880er-Jahren zunächst Résident général (Generalresident) genannt. 1889 wurde die Bezeichnung in Résident supérieur geändert, da mit dem Gouverneur général (Generalgouverneur) eine neue übergeordnete Instanz für ganz Indochina geschaffen worden war.
In Annam und Kambodscha, wo die Franzosen indirekt herrschten, beaufsichtigte der Résident supérieur in erster Linie den vietnamesischen bzw. kambodschanischen Monarchen. In Tonkin besaß er hingegen mehr direkte Administrationskompetenzen. Laos umfasste sowohl das autonome Königreich Luang Prabang als auch direkt verwaltete Gebiete. Cochinchina war nicht einem Résident supérieur, sondern einem Gouverneur unterstellt, da es sich hierbei nicht um ein Protektorat, sondern um eine (rein französisch regierte) Kolonie handelte.
Nach dem Zweiten Weltkrieg – ab August 1945 – wurde das Amt des Résident supérieur durch den Commissaire de la République (Kommissar der Republik) ersetzt.
Außerhalb Indochinas existierte die Amtsbezeichnung lediglich kurzfristig im Territorium Haute-Côte d’Ivoire (Obere Elfenbeinküste), dem vormaligen und späteren Haute-Volta (Obervolta), nun Burkina Faso. Hier amtierte Edmond Louveau von Januar 1938 bis Juli 1940 als Résident supérieur mit Sitz in Ouagadougou.